# Eloria roraima
Eloria roraima är en fjärilsart som beskrevs av Collenette 1950. Eloria roraima ingår i släktet Eloria och familjen tofsspinnare. Inga underarter finns listade i Catalogue of Life.